# A.J. Trauth
A.J. Trauth, all'anagrafe Andrew James Trauth (Chicago, 14 settembre 1986), è un attore statunitense. È noto per aver interpretato il ruolo di Alan Twitty nella serie televisiva Even Stevens e aver doppiato il cartone animato Kim Possible, dove presta la voce a Josh Mankey. entrambi i programmi sono trasmessi da Disney Channel.

## Biografia
Trauth è un componente della band musicale Mavin (in passato nota come Badge), insieme ai fratelli maggiori, Chris e Pete.

## Vita privata
Il 6 dicembre 2014, dopo tre anni di fidanzamento, ha sposato l'attrice Leah Pipes a Santa Barbara.

## Filmografia parziale

### Attore

#### Cinema
- Happy Endings, regia di Don Roos (2005)
- Welcome to Happiness, regia di Oliver Thompson (2015)

#### Televisione
- Search for the Jewel of Polaris: Mysterious Museum, regia di David Schmoeller – film TV (1999)
- The Nightmare Room - serie TV, episodio 1x10 (2002)
- Even Stevens – serie TV, 56 episodi (2000-2003)
- Una famiglia allo sbaraglio (The Even Stevens Movie), regia di Sean McNamara – film TV (2003)
- Dr. House - Medical Division (House M.D.) – serie TV, episodi 1x14-1x15 (2005)
- La libreria del mistero (Mystery Woman) – serie TV, episodio 1x06 (2005)
- Numb3rs – serie TV, episodio 2x11 (2005)
- Pepper Dennis – serie TV, 5 episodi (2006)

### Doppiatore
- Kim Possible – serie animata, episodi 1x14-2x20-2x21 (2002-2004)
- Wyatt in Wolfenstein II: The New Colossus - Videogioco (2017)

## Doppiatori italiani
Nelle versioni in italiano delle opere in cui ha recitato, A.J. Trauth è stato doppiato da: 
- Andrea Mete in Even Stevens
- Marco Baroni in Dr. House - Medical Division
- Francesco Pezzulli in CSI - Scena del crimine
- Francesco Mei in Wolfenstein II: The New Colossus [1]